# 4e Division du Canada
Pour les articles homonymes, voir 4e division.
La 4e Division du Canada (4e Div Can) est une division de l'Armée canadienne responsable pour toutes les opérations terrestres dans la province de l'Ontario au Canada à partir de la frontière avec le Québec à l'est jusqu'à la région de Lakehead à l'ouest. Son quartier général est situé dans le manège militaire Lieutenant-colonel George Taylor Denison III (en) à Toronto. De 1991 à 2013, elle était connue sous le nom de Secteur du Centre de la Force terrestre. La 4e Division actuelle reprend l'histoire de la 4e Division d'infanterie canadienne de la Première Guerre mondiale et de la 4e Division (blindée) canadienne de la Seconde Guerre mondiale.

## Formations

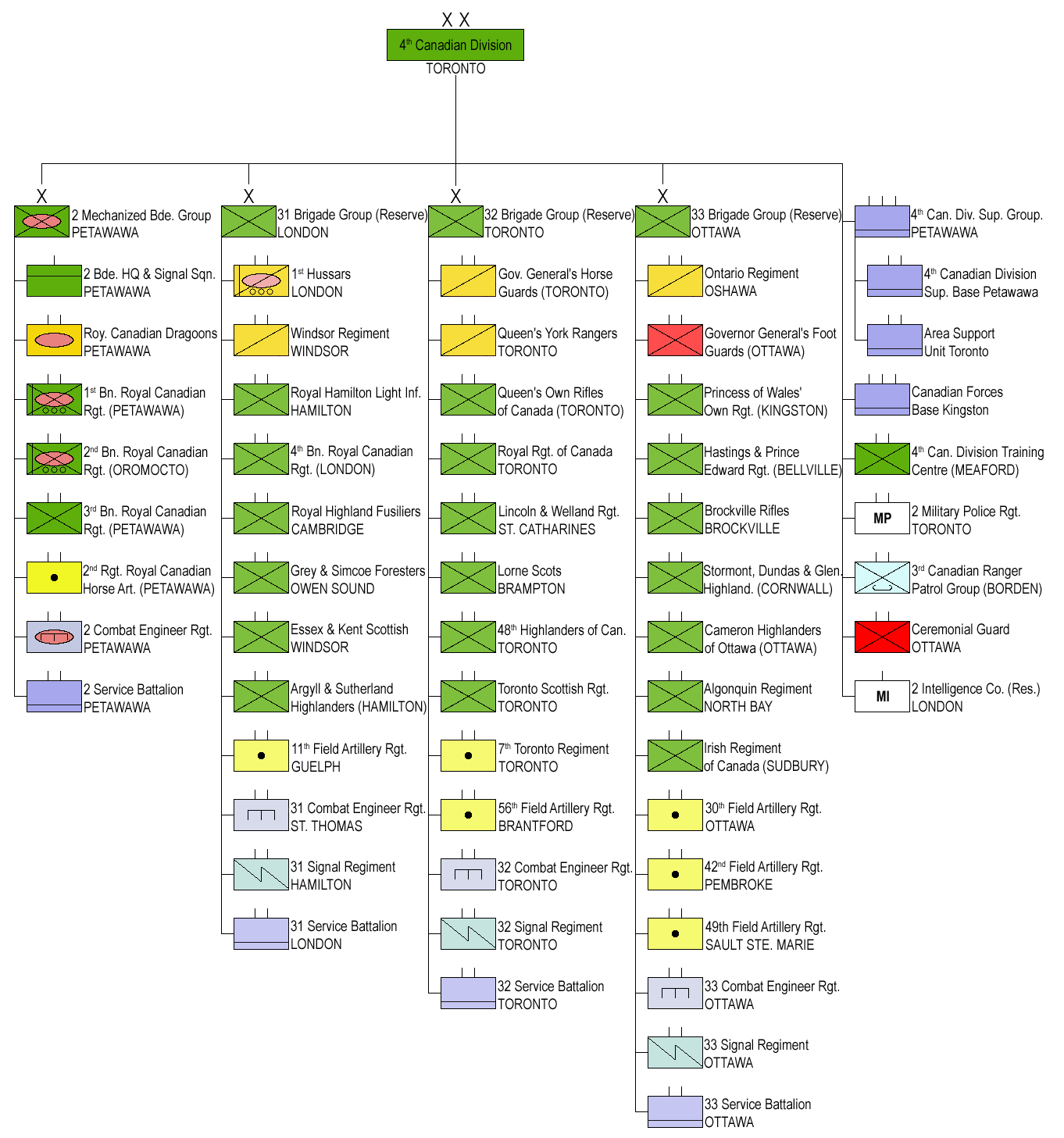
Structure de la 4e Division du Canada en 2013

La 4e Division du Canada comprend quatre formations principales : le 2e Groupe-brigade mécanisé du Canada, le 31e Groupe-brigade du Canada, le 32e Groupe-brigade du Canada, le 33e Groupe-brigade du Canada et le Groupe de soutien de la 4e Division du Canada (en).  De plus, elle comprend également le 3e Groupe de patrouilles des Rangers canadiens.

## Histoire

### Première Guerre mondiale
La 4e Division d'infanterie canadienne a été créée en Grande-Bretagne en avril 1916 à partir de plusieurs unités existantes se trouvant déjà là et d'autres dont l'arrivée était prévue pour bientôt. Sous le commandement du major-général David Watson (en), elle débarqua en France en août 1916. Elle servit en France et en Flandres jusqu'à la fin du conflit et participa notamment à la bataille d'Arras en 1917 durant laquelle elle attaqua la pointe de Vimy et la côte 145.

### Seconde Guerre mondiale

Insigne distinctif de la 4e Division canadienne (1940-1946)

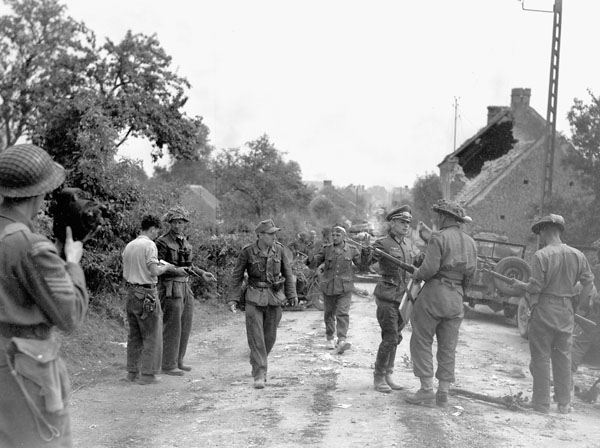
Le major David Vivian Currie de la 4e Division (blindée) canadienne acceptant la capitulation des troupes allemandes à Saint-Lambert-sur-Dive en France

La 4e Division (blindée) canadienne a été créée au Canada au début de l'année 1942 en convertissant la 4e Division d'infanterie canadienne. La même année, elle se rendit au Royaume-Uni avec ses deux principaux convois arrivant en août et en octobre. Elle s'entraîna pendant près de deux ans au Royaume-Uni avant de prendre part à la bataille de Normandie en juillet 1944. Par la suite, elle combattit en France, aux Pays-Bas et en Allemagne en concert avec la 1re division blindée polonaise. Elle participa notamment à la bataille de la Poche de Falaise, à l'avance alliée de Paris au Rhin, aux engagements de la poche de Breskens ainsi qu'à la invasion alliée du Nord de l'Allemagne.

### Secteur du Centre de la Force terrestre
Le Secteur du Centre de la Force terrestre (SCFT) a été créé le 1er septembre 1991 en prenant le commandement de ce qui était auparavant le Secteur du Centre de la Milice ainsi que des unités et des formations de la Force régulière stationnées en Ontario à partir du nord de la région de Lakehead jusqu'à la frontière avec le Québec.

### 4eDivision du Canada
En 2014, le Secteur du Centre de la Force terrestre fut renommé en « 4e Division du Canada » et adopta l'insigne distinctif de la 4e Division d'infanterie canadienne de la Première Guerre mondiale ainsi que son héritage et son histoire au cours des deux guerres mondiales.

## Liste des commandants
| Nom                                  | Années    |
| ------------------------------------ | --------- |
| Brigadier-général Michel Gauthier    | 2000-2002 |
| Brigadier-général Andrew Leslie      | 2002-2003 |
| Brigadier-général Marc Lessard       | 2003-2005 |
| Brigadier-général Greg Young         | 2005      |
| Brigadier-général Guy Thibault       | 2005-2007 |
| Brigadier-général John Howard        | 2007-2008 |
| Brigadier-général Jean-Claude Collin | 2008-2010 |
| Brigadier-général Fred Lewis         | 2010-2012 |
| Brigadier-général Omer Lavoie        | 2012-2014 |

## Devise et insigne
La devise de la 4e Division du Canada est « Pax et bello paratus », latin pour « Prêt dans la paix comme à la guerre ». L'insigne distinctif de la division est un rectangle vert.